# Look What You Made Me Do
Look What You Made Me Do è un singolo della cantante statunitense Taylor Swift, il primo estratto del suo sesto album in studio Reputation e pubblicato il 25 agosto 2017. Il singolo è stato accolto da un'accesa attenzione mediatica da più parti, infrangendo immediatamente svariati record, tra cui brano più trasmesso in un giorno su Spotify e video più visto in un giorno su YouTube.

## Antefatti
Il 18 agosto 2017 Swift cancellò tutti i contenuti dai suoi account sui social media, facendo supporre una qualche novità in campo musicale. Il 21 agosto condivise su tutti gli account un misterioso video di 10 secondi della coda di un serpente, e nei due giorni successivi comparvero altri due video nei quale venivano mostrati il corpo e la testa del serpente. Il 23 agosto, poche ore dopo alla pubblicazione dell'ultimo video ritraente la testa del serpente, la cantante ha annunciato il nuovo brano, in uscita il venerdì successivo, in contemporanea al nuovo album in studio, quest'ultimo in uscita il 10 novembre.
Il brano è stato reso disponibile in download digitale il 25 agosto in tutto il mondo.

## Descrizione
Il brano è composto in La minore con un ritmo di 128 battiti per minuto e ha una durata di tre minuti e trentuno secondi.
Scritto da Taylor Swift e Jack Antonoff, il brano contiene un'interpolazione di I'm Too Sexy del gruppo inglese Right Said Fred. I fratelli Fairbrass furono contattati una settimana prima del lancio di Look What You Made Me Do per avere l'autorizzazione a utilizzare una parte della loro canzone, ma non seppero che l'artista in questione fosse Taylor Swift prima che il brano venisse pubblicato.
Molti critici hanno descritto il brano come un ibrido di pop ed electroclash, con influenze elettropop e dance pop. Nel testo del brano, la protagonista si scaglia contro un nemico, esprimendo rancore nei suoi confronti e sottolineando come la vecchia lei sia morta e una nuova lei sia tornata dal mondo dei morti.

## Accoglienza
Brittany Spanos, scrivendo per Rolling Stone, afferma che la canzone possa segnare una continuazione nella faida tra la cantante ed il rapper Kanye West. Billboard definisce il brano come il più cupo e arrabbiato che la cantante abbia mai scritto. Hugh McIntye di Forbes critica il cambio di stile, dicendo che "non sembra Taylor Swift". Hardeep Phull del New York Post definisce la canzone come "la più intrigamente strana che la Swift abbia pubblicato finora, ed è un'anteprima affascinante al suo nuovo album Reputation". Il web pensa che oltre ad un diss verso il rapper Kanye West, il brano possa riferirsi anche alla collega Katy Perry.

## Successo commerciale
Il brano ha ottenuto un enorme successo sin dal suo lancio, raggiungendo la prima posizione su iTunes in 74 paesi. Ha inoltre ricevuto quasi 8 milioni di riproduzioni in streaming su Spotify, diventando l'artista femminile con più ascolti nelle prime 24 ore.

### Stati Uniti
Nel suo primo giorno di pubblicazione, il brano ha venduto quasi 200 000 copie negli Stati Uniti (più di quanto ogni canzone abbia venduto in una settimana nei sei mesi precedenti) e, secondo Billboard, potrebbe arrivare a vendere più di 500 000 copie che, aggiunte alle vendite derivanti dagli streaming e dai passaggi in radio, garantirebbe alla Swift la prima posizione nella Billboard Hot 100, oltre a far diventare Look What You Made Me Do il singolo con maggiori vendite in una settimana dai tempi di Hello di Adele.
Infatti, dopo un debutto alla settantasettesima posizione della classifica, dovuta ai passaggi radio dal venerdì della pubblicazione al lunedì, nella settimana successiva il brano è salito direttamente alla prima posizione, con 913 000 copie equivalenti, di cui 353 000 copie vendute, segnando il terzo più alto debutto negli Stati Uniti e la quinta prima posizione per la cantante, dopo We Are Never Ever Getting Back Together, Shake It Off, Blank Space e Bad Blood. Con 84,4 milioni di riproduzioni, diventa anche il brano di un'artista femminile più ascoltato in streaming in una settimana, dietro solo ad Harlem Shake con le sue 103 milioni di riproduzioni ottenute nel 2013. Durante la terza e la quarta settimana di permanenza nella Hot 100 il singolo ha mantenuto la prima posizione, per poi scendere alla terza posizione durante la quinta e sesta settimana.
Ha inoltre battuto il record come canzone più passata ed ascoltata nelle radio statunitensi nelle prime 24 ore di pubblicazione, con 4228 passaggi ed un pubblico di 27,3 milioni di ascoltatori, ed è stato certificato disco di platino per aver venduto 1 milione di copie.

### Europa
Nella sua prima settimana il singolo ha debuttato alla posizione numero 10 della classifica Italiana rappresentando per la cantante il debutto più alto in assoluto sul suolo italiano. Il 2 ottobre 2017 è stato certificato disco d'oro in Italia per aver venduto 25 000 copie, mentre il 13 novembre disco di platino per averne vendute 50.000.
Nel Regno Unito il brano ha venduto 20 000 copie ed ha generato 2,4 milioni di ascolti in streaming in meno di una settimana. Questo ha garantito a Swift, entro fine settimana, di debuttare per la prima volta alla prima posizione della classifica, con 30 000 copie vendute e 5,3 milioni di ascolti in streaming. Ha inoltre debuttato al primo posto della classifica scozzese, basata sulle sole vendite digitali. Il singolo ha mantenuto la prima posizione in classifica anche durante la settimana successiva.
Il brano ha inoltre conquistato la prima posizione in altri stati europei, come Finlandia, Grecia e Irlanda.

### Oceania
In Nuova Zelanda il singolo ha debuttato alla prima posizione. Anche in Australia ha fatto il suo ingresso direttamente primo, diventando il quinto singolo numero uno della cantante e il quinto a debuttare al primo posto nel 2017. È entrato inoltre primo anche nella classifica digitale e in quella streaming. Ha poi trascorso una seconda ed ultima settimana consecutiva primo, seguendo la tradizione dei precedenti singoli numero uno della cantante di rimanerci per più di una settimana e facendo ammontare le settimane in cui Taylor Swift è rimasta in vetta a tredici totali.
Dopo il grande successo nelle vendite delle prime due settimane, è crollato in entrambe le classifiche, sparendo dalla graduatoria dei singoli più venduti nella Nuova Zelanda dopo otto settimane di permanenza. In Australia ha vacillato settimana dopo settimana, annaspando quasi nella classifica per undici settimane.

## Video musicale
In contemporanea all'uscita del singolo è stato pubblicato sul canale Vevo dell'artista il lyric video, contenente il testo del brano, prodotto da Swift stessa insieme a Joseph Kahn. Esso ha ricevuto più di 43.2 milioni di visualizzazioni durante le sue prime 24 ore su YouTube, diventando il lyric video più visto nelle prime 24 ore, ed il video più visto nelle prime 24 ore del 2017.
Un'anteprima di 15 secondi del video è stata mostrata la mattina del 25 agosto durante il programma televisivo Good Morning America. Il video, diretto da Joseph Khan, è stato presentato durante la serata degli MTV Video Music Awards 2017, il 27 agosto.
Il videoclip del brano è stato pubblicato su Vevo dopo la presentazione; il video ha raggiunto 43,2 milioni di visualizzazioni su YouTube nelle prime 24 ore dalla sua pubblicazione, battendo il record di maggior numero di visualizzazioni in un giorno, prima appartenente a Hello della cantante inglese Adele (su Vevo) e a Gentleman del cantante sudcoreano Psy che su YouTube aveva totalizzato 38 milioni di visualizzazioni nelle prime 24 ore dall'uscita. Il 31 agosto il video ha ricevuto la certificazione Vevo per aver raggiunto 100 milioni di visualizzazioni, oltre ad aver battuto il record, precedentemente appartenente ad Adele, per essere stato il più veloce a ricevere tale certificazione, in soli 3 giorni e 20 ore. È inoltre il video ad aver raggiunto più velocemente 200 e 300 milioni di visualizzazioni, rispettivamente in 7,6 e 13 giorni, e secondo le stime sarà anche il più veloce a raggiungere i 400 milioni. Per questo video, agli MTV Europe Music Awards 2017, che si sono tenuti a Londra, Taylor Swift è stata anche tra gli artisti che hanno gareggiato per la vittoria in una delle categorie principali dell'edizione, quella come Best Video.

### Analisi del video musicale
Il video, dopo una sequenza con delle bare che formano viste dall'alto la scritta TS, si apre all'interno di un cimitero, con Swift versione zombie che esce da una tomba, riprendendo lo stile di Thriller di Michael Jackson, su cui lapide vi è scritto "qui giace la reputazione di Taylor Swift". Si può notare un'altra lapide che porta il nome di "Nils Sjoberg", pseudonimo usato da Swift quando ha co-scritto il brano This Is What You Came For con Calvin Harris. Lo zombie di Swift sotterra un'altra versione della cantante, quella del Met Gala 2014.
La scena successiva vede Swift in una vasca da bagno piena di diamanti, ed è un riferimento a quando lei stessa, nel 2015, aveva descritto la stampa come persone convinte che lei fosse il tipo di cantante che piange, a casa, in una vasca di marmo piena di perle. Inoltre, si intravede una banconota da un dollaro, cifra simbolica chiesta da Swift nei confronti di Anthony Mueller durante il processo con accusa di molestie. Vicino alla vasca, sul pavimento, la collana che Clavin Harris le aveva regalato qualche tempo prima, proponendo la scritta NO.
Seduta su un trono, riprendendo lo stile di Cleopatra, protagonista dell'opera di Shakespeare "Antonio e Cleopatra", con serpenti che strisciano ai suoi piedi e le versano il tè e gioielli della stessa forma, Taylor ironizza sulle accuse di essere un "serpente", piovutele addosso in tempi recenti. Il trono, che riprende anche il titolo del primo album di Jay-Z e Kayne West Watch The Throne, e la colonna nella stanza riportano la scritta Et Tu Brute, citazione dal Giulio Cesare di William Shakespeare, indirizzata probabilmente a qualcuno a lei caro che l'ha tradita. Dodici sono i serpenti attorno a lei, in quanto Taylor sarebbe il "tredicesimo serpente".
Nella scena successiva Swift è vittima di un incidente stradale, riprendendo lo stile di What It Feels Like For A Girl di Madonna. Dopo l'incidente, vi sono dei paparazzi che scattano foto senza preoccuparsi minimamente se la vittima stesse bene o meno. Questo potrebbe essere una critica ai media che, invece di aiutarla in un momento di difficoltà, fotografano l'accaduto. Altre interpretazioni sono giunte: per alcuni potrebbe essere una citazione dal video Unconditionally di Katy Perry (che presenta una scena simile) e quando la Swift esce dall'auto stringe un Grammy, premio che lei ha vinto mentre la collega no. A ciò si aggiunge il fatto che Taylor presenta un'acconciatura simile a quella di Katy Perry sulla copertina del suo ultimo album, e la macchina è essenzialmente la stessa del video di quest'ultima Waking Up In Vegas. L'hotel verso cui la macchina si sposta ha delle tende rosse con la scritta in oro TS.
È spesso presente il numero 13 perché è il numero fortunato della popstar: è questa la forma degli anelli sulle dita, ma anche il numero sul collare dell'animale nella macchina e sugli schermi nella scena della setta. Indossa poi una maschera da gatto perché spesso viene soprannominata "gattara" dagli haters.
La rapina in una banca che evidenzia la scritta "Stream Co." può fare riferimento alla lotta che la cantante ha portato avanti contro i servizi streaming, con la lettera indirizzata alla Apple Music nel 2015 e la decisione di ritirare il suo catalogo musicale da Spotify nel 2014, a causa della quale la cantante è stata definita avida di soldi. La maglietta "Blind For Love" che indossa nella stessa scena è autoironica e probabilmente si riferisce alle sue numerose storie d'amore note al gossip internazionale. In tutto ciò è possibile vedere, mentre viene gettata, una scatola chiusa con dentro un anello: è un riferimento al fatto che Calvin, secondo i giornali, avrebbe fatto a Taylor la proposta di matrimonio, ma questa avrebbe "ignorato" il tutto.
Lo stesso argomento è ripreso quando è in compagnia dei ballerini durante la dance routine: sono otto, proprio come quelli più celebri (Joe Jonas, Taylor Lautner, John Mayer, Jake Gyllenhaal, Conor Kennedy, Harry Styles, Calvin Harris e Tom Hiddleston). Uno di questi tiene in mano una boccetta del profumo di Taylor Wonderstruck. Inoltre, indossano una maglietta con scritto "I Love TS", stessa scritta di una t-shirt che aveva indossato il suo ex, Tom Hiddleston, a causa della quale sia lui che Swift avevano ricevuto parecchi insulti e critiche dalla stampa e dai fan dello stesso attore.
In un'altra scena la cantante è vista come la leader di una sorta di setta che, posta davanti ad un altare, ammira ed istruisce una gran quantità di robot/bambole con dei grandi schermi che mostrano immagini con la scritta "Squad", il numero 13 e fotogrammi di gatti. I robot rappresenterebbero le sue amiche celebrità che, rappresentate come tali, evidenziano come i media abbiano sempre descritto erroneamente la cerchia di amicizie di Swift come un gruppo costruito nel quale tutte le partecipanti sono sotto il controllo della cantante, che nel video è rappresentata come loro creatrice e manipolatrice. Alla fine della scena tutte giacciono a terra morte, in quanto la "Squad" è morta.
Nella scena successiva appaiono tutte le versioni più famose della carriera di Taylor Swift, dal suo lato country, al periodo di Red, passando per l'abito indossato durante la serata dei VMA 2009 quando fu interrotta da Kanye West nel ritirare un premio, fino all'era di Fearless. La nuova Taylor, posta in cima alla piramide umana, che riprende la scena della Passione di Cristo, si sbarazza di tutte le sue "lei" precedenti facendole precipitare. Perché, citando la canzone, la vecchia Taylor è morta. La Taylor avente la maglietta di You Belong With Me presenta su questa i nomi di tutte le sue migliori amiche del 2017, così come la maglietta originale presentava i nomi delle sue migliori amiche del 2009.
In una rapida scena al telefono, lo stesso utilizzato nel video di Our Song, Taylor, distinguibile solo per il rossetto rosso e con alle dita degli anelli a forma di serpente che riprendono il numero 13, esclama: "I'm sorry, but the old Taylor can't come to the phone right now. Why? Oh, 'cause she's dead" che può essere tradotto in: "Mi dispiace, ma la vecchia Taylor non può venire al telefono in questo momento. Perché? Oh, perché è morta".
Il video si chiude con le diverse versioni di Swift impegnate a punzecchiarsi con gli insulti più ricevuti dalla cantante nel corso degli anni, definendosi fra di loro fastidiose, false e vittime, fino a quando a prendere la parola è la Taylor dei VMA del 2009 che, dopo aver citato la frase che aveva scritto sui suoi social durante la polemica con Kanye West e Kim Kardashian ("I would very much like to be excluded from this narrative", "Vorrei tanto essere esclusa da questa situazione"), riceve uno "Shut up" ("Stai zitta") da tutte le altre Taylor all'unisono. Sullo sfondo un aereo con la scritta sulla coda TS6, indicando l'inizio della nuova era, e la scritta in rosso REPUTATION. La luce, sul retro, illumina il numero 13 sullo sfondo.

## Esibizioni dal vivo
Swift ha eseguito Look What You Made Me Do dal vivo per la prima volta al KIIS-FM's Jingle Ball 2017 il 1º dicembre 2017 a Inglewood, in California. Due giorni dopo, è stata eseguita nuovamente al 99.7 Now!'s Poptopia a San Jose, in California. La settimana successiva, la cantante si è esibita con la canzone in altre tre occasioni: al B96 Chicago and Pepsi Jingle Bash 2017 a Chicago, al Z100 Jingle Ball 2017 a New York e al Jingle Bell Ball 2017 a Londra.
La canzone faceva parte regolarmente nella scaletta del Reputation Stadium Tour. Durante la sua esibizione, erano presenti un trono inclinato e serpenti dorati, serpenti anche sullo schermo e durante la parte, "I don’t trust nobody and nobody trusts me, i’ll be the actress starring in your bad dreams", un grande cobra galleggiante compariva sul palco insieme alla frase della canzone che annuncia la morte della "Vecchia Taylor" che viene detta dalla comica Tiffany Haddish.

## In altri media
- ABC ha utilizzato la canzone in un video promozionale per la line-up del giovedì di Shonda Rhimes un'ora dopo la sua uscita.[58]
- La rete ESPN l'ha usata nelle pubblicità televisive di calcio nei college per la partita di apertura stagionale tra Alabama e Florida State, trasmessa su ABC il 2 settembre insieme a un'altra canzone della Swift, ...Ready for It?.[59]
- Nell'episodio di South Park Moss Piglets, gli orsi d'acqua nell'esperimento di scienze di Timmy e Jimmy, ballano sulle note della canzone.
- È stata usata nel trailer del film Murder Mystery.[60]
- La canzone si sente nel film Sing 2 nella scena di prova di Porsha[non chiaro].

## Tracce
- Download digitale

1. Look What You Made Me Do – 3:31 (Taylor Swift, Jack Antonoff, Richard Fairbrass, Fred Fairbrass, Rob Manzoli)

- CD[61]

1. Look What You Made Me Do – 3:31 (Taylor Swift, Jack Antonoff, Richard Fairbrass, Fred Fairbrass, Rob Manzoli)
2. Look What You Made Me Do (Video) – 4:16 – diretto da Joseph Kahn

## Formazione
Adattata dalle informazioni del CD.
- Taylor Swift – voce, autrice, produttrice
- Jack Antonoff – autore, produttore, programmatore
- Richard Fairbrass – autore
- Fred Fairbrass – autore
- Rob Manzoli – autore
- Victoria Parker – violini

- Phillip A. Peterson – violoncelli
- Evan Smith – sassofoni
- Laura Sisk – registrazione
- John Hanes – ingegnere del missaggio
- Randy Merrill – mastering
- Șerban Ghenea – missaggio

## Classifiche

### Classifiche settimanali
| Classifica (2017) | Posizione massima |
| ----------------- | ----------------- |
| Australia         | 1                 |
| Austria           | 2                 |
| Belgio (Fiandre)  | 8                 |
| Belgio (Vallonia) | 39                |
| Bulgaria          | 9                 |
| Canada            | 1                 |
| Croazia           | 8                 |
| Danimarca         | 12                |
| Finlandia         | 8                 |
| Filippine         | 1                 |
| Francia           | 4                 |
| Germania          | 3                 |
| Grecia            | 1                 |
| Irlanda           | 1                 |
| Italia            | 10                |
| Libano            | 1                 |
| Lussemburgo       | 5                 |
| Malaysia          | 1                 |
| Norvegia          | 6                 |
| Nuova Zelanda     | 1                 |
| Paesi Bassi       | 1                 |
| Portogallo        | 4                 |
| Regno Unito       | 1                 |
| Repubblica Ceca   | 1                 |
| Slovacchia        | 1                 |
| Spagna            | 1                 |
| Stati Uniti       | 1                 |
| Svezia            | 7                 |
| Svizzera          | 6                 |
| Ungheria          | 1                 |

### Classifiche di fine anno
| Classifica (2017) | Posizione |
| ----------------- | --------- |
| Brasile           | 129       |

## Date di pubblicazione
| Stato       | Data            | Formato           | Etichetta discografica | Note          |
| ----------- | --------------- | ----------------- | ---------------------- | ------------- |
| Mondo       | 25 agosto 2017  | Download digitale | Big Machine            | [ 28 ]        |
| Italia      | 25 agosto 2017  | Radio             | Universal Music        | [ 89 ]        |
| Regno Unito | 26 agosto 2017  | Radio             | EMI                    | [ 90 ]        |
| Stati Uniti | 29 agosto 2017  | Radio             | Big Machine            | [ 91 ]        |
| Europa      | 27 ottobre 2017 | CD                | Universal Music        | [ 61 ] [ 92 ] |

## Look What You Made Me Do (Taylor's Version)
In seguito alla controversia con la sua precedente casa discografica e la vendita dei master delle pubblicazioni precedenti al suo contratto con la Republic Records, Swift ha cominciato a ri-registrare tutta la sua discografia dal 2006 al 2019, includendo anche brani non inclusi in alcun album in studio. Ogni reincisione presenta la dicitura Taylor's Version nel titolo, per distinguerla dall'incisione originale e quindi dal master non di proprietà della cantautrice.
Il 23 agosto 2023 è stato distribuito il trailer della miniserie televisiva Wilderness, distributa il 15 settembre 2023 da Prime Video: esso includeva un primo ascolto di Look What You Made Me Do (Taylor's Version), usata come sigla. La prima e la seconda strofa complete e i due ritornelli della canzone sono stati utilizzati nella scena di apertura del penultimo episodio di The Handmaid's Tale, pubblicato il 20 maggio 2025. Billboard ha scritto che la nuova registrazione presenta ricreazioni dei sintetizzatori e dei beat originali, mentre la voce della cantautrice proviene da "una Swift più matura e più esperta.